# 孟武语
孟武语(自称：mɯ55 mɑ33)是一种分布在云南省麻栗坡县大坪镇马达村新寨的彝语支语言。尚有一些老年半流利使用者，但已经没有在世的流利使用者了。
孟武是汉族对他们的称呼。

## 分类
孟武语和云南中部的撒慕语、撒涅语和卡卓语关系最密切，这些语言属于邱富元提出的卡卓语支(修至诚2013, 2017)。